# Óscar Julio Vian Morales
Óscar Julio Vian Morales, né le 18 octobre 1947 à Guatemala et mort le 24 février 2018 dans la même ville, est un ecclésiastique catholique guatémaltèque. Il est archevêque de Santiago de Guatemala de 2010 à sa mort.